# 龙虎山
28°05′N 116°58′E / 28.083°N 116.967°E
龙虎山位于江西省貴溪市境内，距鹰潭市区约20公里，境内有丹霞地貌峰林景观，其中主峰龙虎峰海拔247.4米，2001年被列为国家地质公园，2010年以「中國丹霞」的一部分被列为世界遗产。这里是著名的道教发源地之一，有许多道观依山而建，尤其是正一道，嗣漢天師府和大上清宮就在这里，被誉为道教四圣山之一。
龙虎山还有丰富的文化遗产，两千多年前古越人遗留下的仙水岩崖墓群已被列为全国重点文物保护单位。古越人将死者放在山崖上的悬棺中。东汉中叶，五斗米道创始人张陵曾在此炼丹，传说“丹成而龙虎现，山因得名”。张陵曾孙张盛在三国或西晋时到此定居，建立嗣漢天師府，世代相传，以张天师闻名于世。

## 道教名山

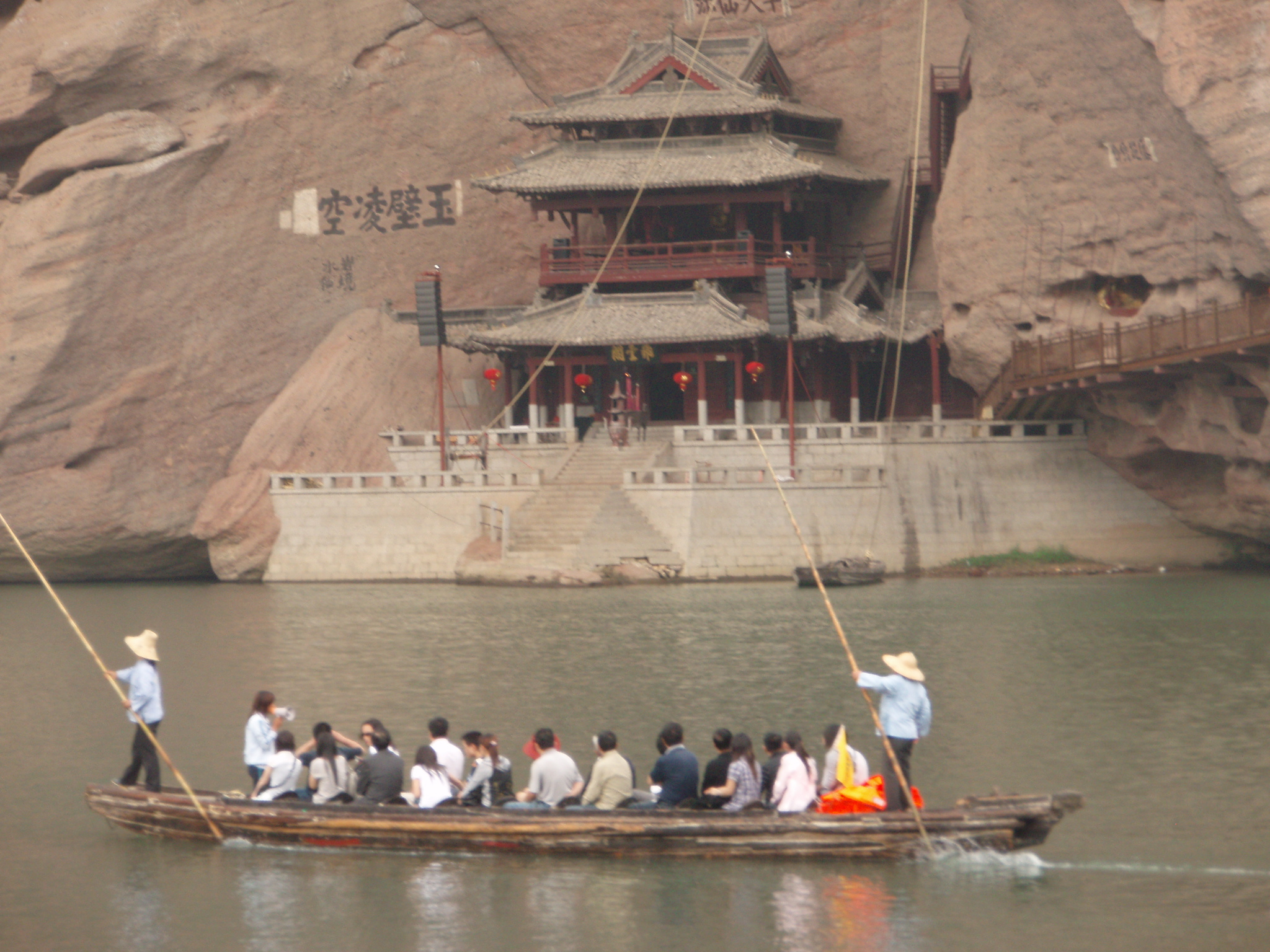
仙水岩飞云阁

龙虎山中较早的道觀是唐朝会昌（841年～846年）年间所建的真仙观，有确切古碑刻文字记载的道教庙宇则是南唐保大八年（950年）所建的张天师庙。宋代龙虎山道教逐渐兴盛，著名的道观有上清宫、正一观等。元代张天师被封为正一教主，主领三山（龙虎山、茅山、阁皂山）符箓。上清宮於清康熙年間由清聖祖題詞改名為大上清宮。
龙虎山地区在道教兴盛时，先后建有十大道宫、八十一座道观、五十座道院和十座道庵，其繁荣景象可见一斑。然近代以降，龙虎山渐趋衰落，桑海靡常，多数宫观早已废圮，保存古貌者唯有天师府。
天师府全称“嗣汉天师府”，坐落在上清镇的中部，是历代张天师的起居之所，现有建筑大部分为清代重修以及现代重建，最近一次大修是1990年。院内还有仁靖真人碑铭（赵孟頫手书，现为江西省文物保护单位）。
上清宫和正一观均为近年所重建。上清宫現保有上清宫铜钟（江西省文物保护单位）。

## 丹霞地貌
龙虎山的丹霞地貌成因多样，有从幼年期、壮年期到老年期丹霞地貌的完整序列，拥有包括峰墙、石林、峰丛等23种丹霞地貌景观。2001年3月被列为中国首批国家地质公园。2007年龙虎山和40多公里外的龟峰联合申报世界地质公园并获得成功。

## 世界遗产
2009年龙虎山（包括龟峰）联合贵州赤水等六处典型的丹霞地貌，以“中国丹霞”之名申报世界遗产，2010年8月1日第34届世界遗产大会审议通过了將“中國丹霞”列入世界自然遗产。

## 延伸阅读
[在维基数据编辑]
 《欽定古今圖書集成·方輿彙編·山川典·龍虎山部》，出自陈梦雷《古今圖書集成》